# Riyad Pasha

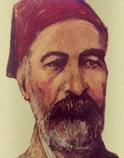
Riyad Pasha.

Riyad Pasha, född 1835 eller 1836, död 1911, även känd som Riaz Pascha, var en egyptisk politiker i slutet av 1800-talet. Han innehade posten som regeringschef i Egypten tre gånger, 21 september 1879-10 september 1881, 9 juni 1888-12 maj 1891 och 17 januari 1893-16 april 1894.
Riyad var av tjerkessisk börd. Han kom som ung man i gunst hos kediven Ismail Pascha och var under de sista månaderna av dennes regering, från hösten 1878, inrikesminister. Efter kediven Muhammad Tawfiq Paschas tronbestigning 1879 kallades han till premiärminister. 
Han störtades i september 1881 i samband med Arabi Paschas nationalistiska resning. Efter Arabis fall 1882 blev Riyad åter medlem av regeringen, men han avgick så småningom till följd av britternas förhindrande av att Arabi och övriga upprorsledare enligt hans önskan skulle straffas med avrättning. 
Efter att Nubar Pasha avsatts 1888 blev Riyad premiärminister igen och han innehade ämbetet fram till 1991 då han efterträddes av Mustafa Fahmi Pasha. 1893 blev han åter premiärminister efter att Hussein Fahri Pasha en kort tid innehaft ämbetet, under khediven Abbas II av Egypten. Riyad skildras som en högt bildad man; som politiker var han redbar och hyste förkärlek för ett patriarkaliskt styrelsesätt.